# Joeano
Joeano Pinto Chaves (Fortaleza, 12 agosto 1979) è un ex calciatore brasiliano, di ruolo attaccante.

## Carriera
Ha giocato più volte nell'Académica di Coimbra, l'ultima volta nella stagione 2007-2008 in prestito dal Beitar Gerusalemme.
Nel gennaio 2009 ha firmato per il Vitória Setúbal e alla fine della stagione si è trasferito all'Aradippou Ermis, nel campionato cipriota.

## Palmarès

### Club

#### Competizioni nazionali
- Campionato israeliano: 1

Beitar Gerusalemme: 2006-2007

### Individuale
- Capocannoniere del Campionato cipriota: 1

2009-2010 (22 reti)